# Прудник (притока Особлоги)
Прудник (пол. Prudnik, чеськ. Prudník, нім. Prudnik, Braune, Brdun, Brudnick) — річка в Польщі й Чехії, у Прудницькому, Ниськиу повітах Опольського воєводства й Мораво-Сілезькому краї.

## Розташування
Довжина річки 36,07 км (з них 30 км у Польщі). Бере початок у Конрадуве. Тече через Ґлухолази, Харбелін, Вежбець, Прудник, Ясьона, Скшипець, Дитмарув і у Рацлавіце-Шльонські впадає у річку Особлоги.
1. ↑  https://eshp.ijp.pan.pl/search/results/267275